# Aspidura trachyprocta
Aspidura trachyprocta är en ormart som beskrevs av Cope 1860. Aspidura trachyprocta ingår i släktet Aspidura och familjen snokar.
Artens utbredningsområde är Sri Lanka. Inga underarter finns listade. Honor lägger ägg.